# Кременчугская агломерация
Кременчугская агломерация (укр. Кременчуцька агломерація) — городская агломерация Украины, расположенная на территории двух областей: Полтавской (327 000 чел., 2014 год) и Кировоградской (67 000 чел., 2014 год). Суммарная численность населения агломерации — 385 000 чел. 

## Состав
- города (321 670 чел.):
  - Кременчуг (Полтавская область)
  - Горишние Плавни (Полтавская область)
  - Светловодск (Кировоградская область)
- посёлки (63 300 чел.):
  - Власовка (Кировоградская область)
  - Градижск (Полтавская область)
  - сёла Кременчугского района и Светловодского горсовета

Экономическая специализация: химическая, нефтеперерабатывающая промышленность, транспортное машиностроение, энергетика, горнорудная (добыча руд для чёрной и цветной металлургии).